# ウィリアム・タリー・ブリアー
ウィリアム・タリー・ブリアー（William Tully Breer, 1930年 - ）は、アメリカ合衆国の外交官。

## 生涯
カリフォルニア州で誕生。ダートマス大学を卒業。
1961年に国務省外交局に入省。1961年から1968年まで日本に駐在し、東京での言語研修を経て、東京大使館、横浜領事館、札幌領事館に勤務。1968年から1969年までコロンビア大学に在籍し、東アジア研究を専攻。1969年から1971年まで情報調査局で日本担当部に勤務。1971年から1972年まで国防総省に出向し、アメリカ海兵隊の政治顧問として沖縄問題を担当。1972年から1974年までジャマイカのキングストン (ジャマイカ)大使館で政治担当事務官。1974年から1975年まで横浜の日本語研修所で通訳官研修を経て、1975年から1978年まで東京大使館で政治担当事務官として勤務し、沖縄問題や朝鮮半島問題などに従事。1978年から1980年まで国務省情報調査局で北東アジア調査部長。1980年から1983年まで東アジア・太平洋局で朝鮮部に勤務し、人権問題、北朝鮮問題、軍事問題を担当。1983年から1984年まで国防大学に在籍。
1984年から1987年まで東京大使館にて政治参事官。1987年から1989年まで東アジア・太平洋局日本部長。1989年から1993年まで駐日首席公使。1993年から1996年まで政策企画局で日本および中国に関する事案を担当。1996年に国務省を退職。
2007年、「日本・アメリカ合衆国間の友好親善及び対日理解の促進に寄与」の功労により、旭日中綬章を受章。